# Clorzoxazona
Clorzoxazona é um fármaco relaxante muscular. É utilizado em espasmos musculares, torcicolos, fibrocite e reumatismos de partes moles em terapia medicamentosa com outros fármacos e fisioterapia.

## Mecanismo de ação
Provavelmente actua a nível de medula espinhal e áreas sub-corticais do cérebro inibindo reflexos de contração muscular com múltiplas sinapses. A diminuição do espasmo muscular gera alívio da dor e aumento da mobilidade muscular.

## Farmacocinética
Após uma dose oral os efeitos começam em aproximadamente 30 minutos e atinge o nível máximo cerca de 1 a 2 horas após a administração. A clorzoxazona é rapidamente metabolizada e quase toda excretada na urina na forma de glucuronido. 

## Efeitos colaterais
Geralmente é bem tolerada, mas pode causar náusea, mal estar, vômito, diarreia, dor de cabeça e sonolência. Raramente causa hipotensão arterial e taquipneia. Pode causar descoloração da urina inofensiva, resultado de um metabolito fenólico da clorzoxazona.